# 孫皇后
孫皇后（そんこうごう）は、明の宣徳帝の皇后。孝恭章皇后（こうきょうしょうこうごう）の諡号を贈られた。

## 経歴
済南府鄒平県の人。永城従九品主簿の孫愚と董氏の娘。知的で容姿も美しかった。
永楽8年（1410年）、10代の時、太子妃張氏（後の誠孝皇后）の母の薦めで、太子（後の洪熙帝）の邸に入り、朱瞻基（後の宣徳帝）を見初め、互いに慕い合った。しかし永楽15年（1417年）、胡善祥が永楽帝に召されて朱瞻基の妃（正室）となり、孫氏は嬪（側室）となった。朱瞻基は孫氏を寵愛して、胡善祥をあまり寵愛しなかった。
洪熙帝が即位すると皇太子嬪に立てられ、宣徳帝が即位すると貴妃に立てられた。宣徳3年（1428年）、男子の朱祁鎮（英宗）を産んだ。胡善祥は病の上に男子がないという理由で廃されて、清寧宮に移され、代わって孫氏が皇后に立てられた。孫愚は孫忠と改名して、会昌伯に封じられた。
宣徳10年（1435年）、英宗が即位すると、皇太后となった。正統14年（1449年）、英宗が土木の変で捕虜になると、景泰帝を擁立し、上聖皇太后と改称された。
景泰8年（1457年）、大議を裁決して、幽閉されていた英宗を立てて復辟させた。 天順6年（1462年）、崩じた。孝恭懿憲慈仁荘烈斉天配聖章皇后と諡された。

## 子女
- 常徳公主 - 薛桓に降嫁した。
- 朱祁鎮（英宗）

## 伝記資料
- 『明宣宗実録』
- 『明英宗実録』

## 登場作品
テレビドラマ
- 『女医明妃伝〜雪の日の誓い〜』（2016年、中国、演：何晴）
- 『大明皇妃 -Empress of the Ming-』（2019年、中国、演：タン・ウェイ）
- 『尚食〜美味なる恋は紫禁城で〜』（2022年、中国、演：ウー・ジンイエン）